# Rudá knížka

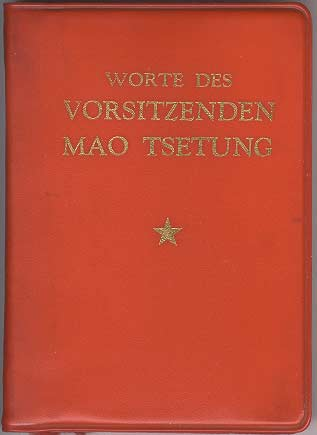
Vydání v německém jazyce z roku 1972

Spisek Citáty předsedy Maa (znaky zjednodušené: 毛主席语录; znaky tradiční 毛主席語錄; pinyin: Máo zhǔxí yǔlù; český přepis: Mao ču-si jü-lu), charakteristická červená obálka kapesního vydání obecně známá jako Rudá knížka, je kompilací projevů, spisů a základních politických myšlenek z děl čínského komunistického revolucionáře a předsedy komunistické strany Číny Mao Ce-tunga (1893–1976).
Knížka je jedním z nejviditelnějších symbolů radikalismu 20. století. Sloužila jako propaganda a zároveň se stala klíčovým rysem osobnostního kultu vůdce a ikonou Číny a komunismu. Kniha byla použita během Kulturní revoluce nejen k zefektivnění ideologie a ideologické uniformity, ale jako zbraň, která má být použita proti vnímaným „třídním nepřátelům“ nebo „kontrarevolucionářům“. Během tohoto období bylo prakticky povinné ji vlastnit či dokonce umět nazpaměť určité pasáže.
Poprvé byla vydána v lednu roku 1964 Čínskou lidovou osvobozeneckou armádou v Čínské lidové republice. A dále masově distribuována v období Kulturní revoluce (1966–1976) až do Mao Ce-tungovy smrti roku 1976. A jak již název napovídá, byla vydávána v červených plastových deskách malé velikosti, aby byla lehce přenositelná a lidé ji mohli mít stále po ruce. Knížka obsahuje 427 citátů tematicky utříděných do 33 kapitol. V úvodu je napsáno, že „je třeba studovat citáty velkého Maa, je třeba učit se jim nazpaměť.“ Zahrnuta je i Maova slavná poznámka: „Každý komunista si musí osvojit tuto pravdu: ‚Z pušky vzejde moc.‘“
V druhé polovině roku 1966 byla tato kniha v Číně vytištěna v přibližně 300 tiskárnách. Knihy se tiskly v takovém množství, aby každý čínský občan jednu vlastnil. Během období Kulturní revoluce tak celkový objem Citací předsedy Maa uveřejněných v Číně a v zahraničí činil více než 5 miliard. Dohromady existuje více než 500 vydání ve více než 50 světových jazycích. Kniha byla patrně světově nejrozšířenější[zdroj?] knihou 20. století. Mao Ce-tungova Rudá knížka je po Bibli druhou nejprodávanější knihou na světě, celkem jí bylo prodáno kolem 900 milionu výtisků.
Vyšla i v češtině (1968) a v Praze se dala získat na čínské ambasádě.

## V češtině
- Citáty z díla předsedy Mao Ce-tunga. Peking: Nakladatelství cizojazyčné literatury, 1968. 382 s.
- Citáty z díla předsedy Mao Ce-tunga. Kolín: Beth-Or, 2011. 382 s. ISBN 978-80-270-6216-4.